# 馬涅廷

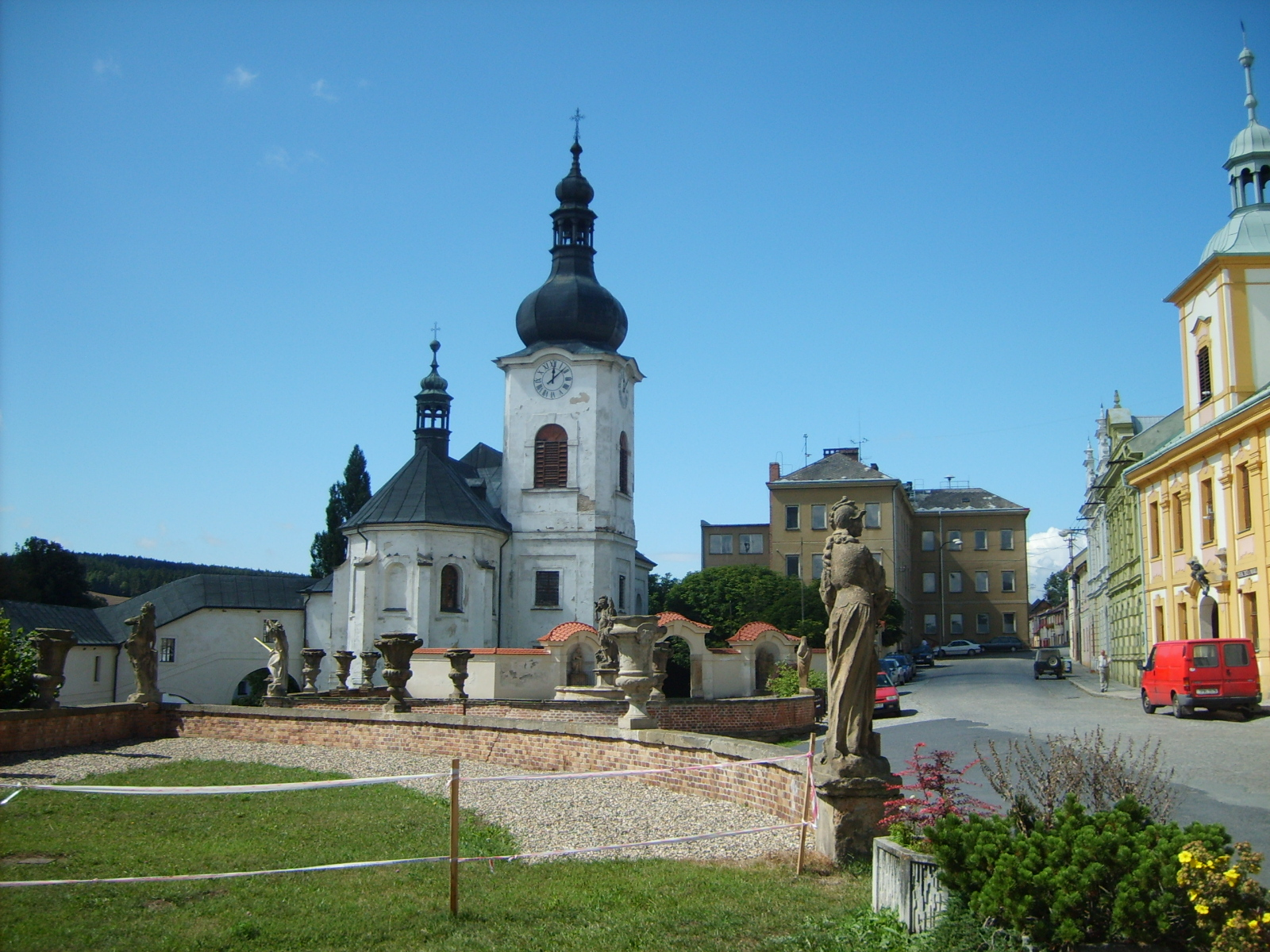

馬涅廷是捷克的城鎮，位於該國西部，距離首府皮爾森30公里，由比爾森州負責管轄，面積84.65平方公里，海拔高度413米，2007年人口1,210，其中約三成居民信奉羅馬天主教。